# أبيتون
أبيتون، (بالإنجليزية: Abetone)‏، هي بلدية في مقاطعة في مقاطعة بستويا، في إقليم توسكانا الإيطالي، وتقع على بعد حوالي 80 كم (50 ميل) شمال غرب فلورنسا، وحوالي 49 كم (30 ميل) شمال غرب بستويا.

## السكان
تطور النمو السكاني لـ أبيتون

## توأمة
لأبيتون اتفاقيات توأمة مع:
- بوجدور

## أعلام
- أوليمبيو بزي